# Roman Pungartnik
Roman Pungartnik (* 16. Mai 1971 in Celje) ist ein ehemaliger slowenischer Handballspieler. Der Linkshänder galt als variabel und konnte sowohl die Rückraum-Rechts- als auch die Rechtsaußen-Position besetzen.
Der gelernte Kaufmann ist verheiratet und hat eine Tochter.

## Karriere

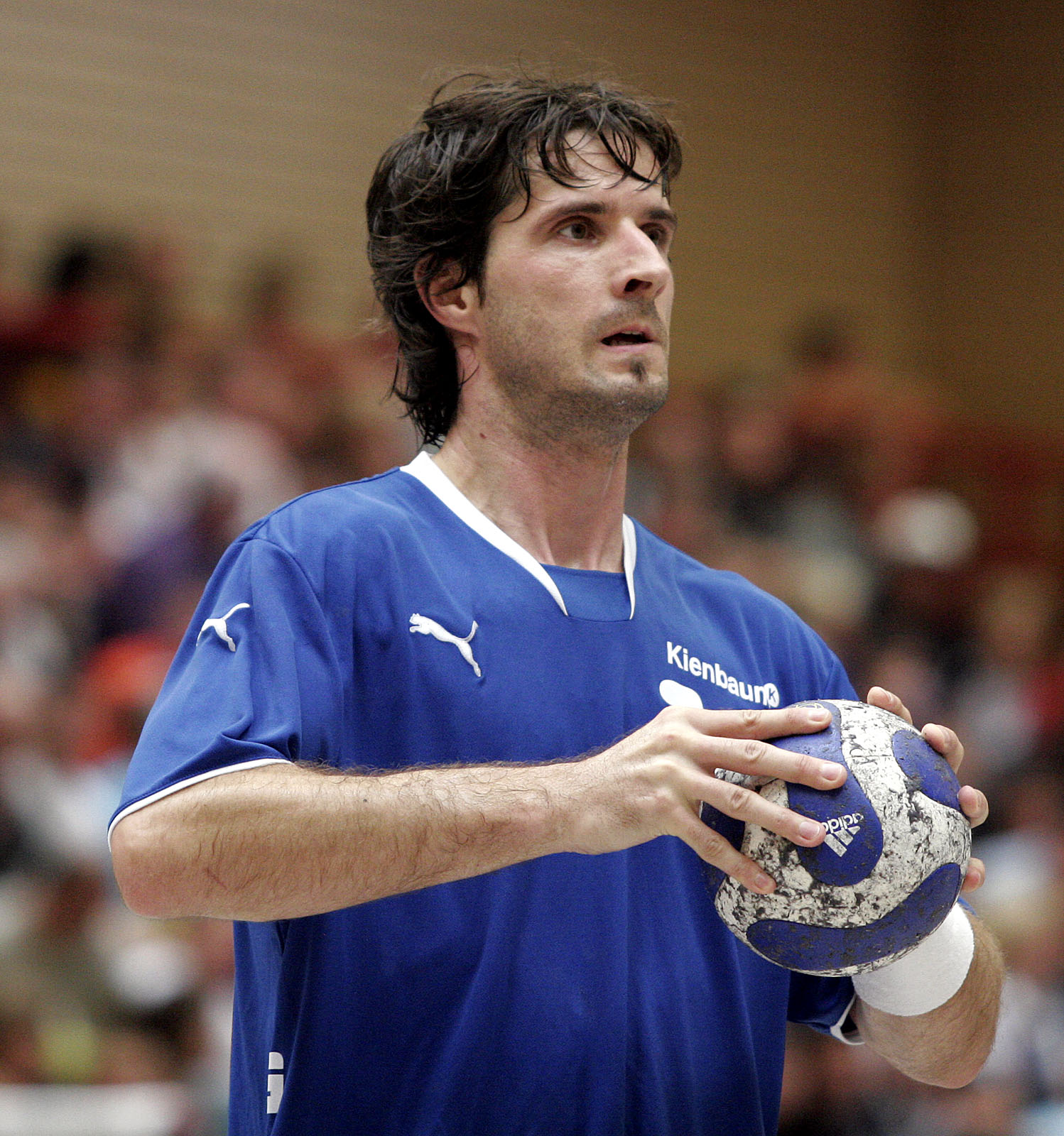
Roman Pungartnik am 12. August 2007 in Ehingen beim Schlecker Cup

Roman Pungartnik spielte anfangs beim slowenischen Erstligisten RK Celje. Im Jahr 2002 wechselte der Linkshänder nach Deutschland, wo er für Wilhelmshavener HV, THW Kiel, HSV Hamburg und VfL Gummersbach aktiv war. Für Wilhelmshaven erzielte er in der Saison 2002/03 in einem Spiel gegen den ThSV Eisenach mit 16 Feldtoren die zu diesem Zeitpunkt zweitmeisten der Bundesliga-Geschichte nach Herbert Lübking (19) 1969, die nur 2009 von Stefan Schröder (18) erneut übertroffen wurden. Am 5. November 2008 wechselte Pungartnik zu den Kadetten Schaffhausen, die in der Nationalliga A spielten. Im Sommer 2009 beendete er dort seine Karriere und wurde anschließend Sportdirektor des slowenischen Handballverbands. Im Oktober 2010 legte er dieses Amt nieder.
Ab Anfang April 2010 spielte er nochmals für die restliche Rückrunde bei der Bundesliga-Mannschaft TuS N-Lübbecke.
Mit der slowenischen Nationalmannschaft nahm Pungartnik an den Olympischen Spielen 2000 teil und wurde drittbester Torschütze des Turniers. Bei der Handball-Europameisterschaft im eigenen Land gewann er die Silbermedaille.
Bei einer Online-Wahl zum 60-jährigen Jubiläum des slowenischen Handballverbandes wurde er gemeinsam mit Vlado Bojovič als bester rechter Außenspieler in die beste slowenische Mannschaft aller Zeiten gewählt.
Zunächst war Pungartnik fünf Jahre Sportdirektor bei RK Celje. Danach bekleidete er dieses Amt zwei Jahre bei der slowenischen Nationalmannschaft. 2023 wurde er Sportdirektor von RK Velenje.

## Erfolge
- Europapokal der Pokalsieger 2007
- DHB-Pokal 2006
- Deutscher Meister 2005
- EHF-Pokalsieger 2004
- Vize-Europameister 2004
- 10× Slowenischer Meister und Pokalsieger mit RK Celje Pivovarna Lasko (1992, 1993, 1994, 1995, 1996, 1997, 1998, 1999, 2000, 2001)